# Hisense
Hisense Group Co., Ltd (cinese semplificato: 海信集团有限公司; cinese tradizionale: 海信集團有限公司; pinyin: Hǎixìn jí tuán yǒu xiàn gōng sī), meglio nota come Hisense (海信; Hǎixìn), è un'azienda multinazionale cinese con sede a Tsingtao, nello Shandong, che opera nella produzione di elettrodomestici attraverso la controllata Hisense Home Appliances Group Co. Ltd (海信家电集团有限公司), e di elettronica di consumo, attraverso la controllata Hisense Visual Technology Co. Ltd (海信视觉科技有限公司).

## Storia
La Qingdao No.2 Radio Factory (青岛第二无线电厂) fu fondata nel 1969 su iniziativa del governo municipale di Tsingtao, e partì con la produzione di radio a transistor con il marchio Hongdeng (红灯), e con l'impiego di appena una dozzina di addetti. Un anno più tardi, nel 1970, fu avviata la produzione dei televisori in bianco e nero, con il primo modello da 14 pollici. Nel 1979, su decisione del governo cinese che avviò un programma di sviluppo dell'industria dell'elettronica civile, l'azienda cambiò ragione sociale in Qingdao General Television Factory (青岛通用电视厂).
La produzione dei televisori a colori rappresentava la principale attività della QGTF, che nel 1981 contava 835 dipendenti e realizzava un fatturato di 25 milioni di yuan. Tre anni più tardi, nel 1984, l'azienda siglò un accordo con la giapponese Matsushita, da cui acquistò quelle tecnologie che le permisero di incrementare la capacità produttiva, che passò dagli iniziali 7.000 televisori circa l'anno a 410.000 del 1989. I televisori furono commercializzati con il marchio CTV, che divenne uno dei maggiori a livello nazionale. Nel 1992, dopo un decennio il fatturato era di 42 milioni di yuan. In quello stesso anno, l'azienda siglò un accordo con la giapponese Toshiba per la fornitura della tecnologia Widescreen nei televisori CTV.
Nel 1994, l'azienda divenne Hisense Group Co., Ltd, ed avviò una politica di espansione con l'acquisizione e l'incorporazione di altre aziende elettroniche cinesi. L'anno seguente, nel 1995, Hisense venne designata dal governo cinese come una delle aziende nazionali di elettronica che dovevano produrre televisori a grande schermo. Nel 1996-97, Hisense fece ingresso nel settore degli elettrodomestici dopo aver rilevato le aziende Guyiang Huari Electrical Appliances e Lianing Jinfeng Group. Nello stesso periodo siglò una partnership industriale con la giapponese Sanyo per la produzione di condizionatori d'aria, e attraverso le consociate Hisense Electrical Appliances Share Holding Company e Hisense Electronics Holding Company, venne quotata alle borse valori di Shanghai e di Shenzhen. Importante fu l'attività nell'ambito dell'innovazione tecnologica e la ricerca e sviluppo dei prodotti, e nell'Information Technology, avviata nel 1998. L'anno seguente, nel 1999, assieme alla giapponese Hitachi e alla statunitense Qualcomm, operò nello sviluppo della tecnologia CDMS per la telefonia mobile. Aumentò notevolmente il fatturato, che nel 1998 era di 8,2 miliardi yuan, per poi passare a 13,9 miliardi nel 2000.
L'ingresso della Cina nell'Organizzazione mondiale del commercio avvenuta nel 2001, diede ulteriore impulso alla crescita di Hisense, poiché come tutte le aziende industriali cinesi ne beneficiò e vide incrementare notevolmente le esportazioni all'estero, in particolare verso l'Europa.  Negli anni seguenti venne così attuata una strategia di internazionalizzazione che portò all'apertura di filiali e stabilimenti di produzione all'estero: già nel 1996, era stata aperta una fabbrica in joint-venture in Sudafrica per l'assemblaggio di condizionatori e di televisori. Altri insediamenti produttivi erano sorti in Brasile (1999), Indonesia (2000), e nuovamente in Sud Africa (2001) dov'era stata rilevato uno stabilimento dalla sudcoreana Daewoo. Altri impianti di produzione sorgevano in Pakistan e Ungheria (2004), quest'ultimo dedicato all'assemblaggio di televisori destinati al mercato europeo, ed in Francia (2005). La prima filiale commerciale europea era stata inaugurata in Italia nel 2001. Fino al 2005, i televisori prodotti da Hisense venivano commercializzati in Europa con i marchi OEM, e solo successivamente con il proprio marchio aziendale.
Nel 2006, Hisense rileva le aziende Kelon e Ronshen. Diversi anni più tardi, nel 2015, viene rilevato lo stabilimento Sharp di televisori LED in Messico, e poco tempo dopo, avvia delle importanti partnership industriali con Hitachi, Whirlpool Corporation e Ligent Photonics. Due anni più tardi, nel 2017, Hisense rileva la divisione TV e imaging della giapponese Toshiba.

## Informazioni e dati

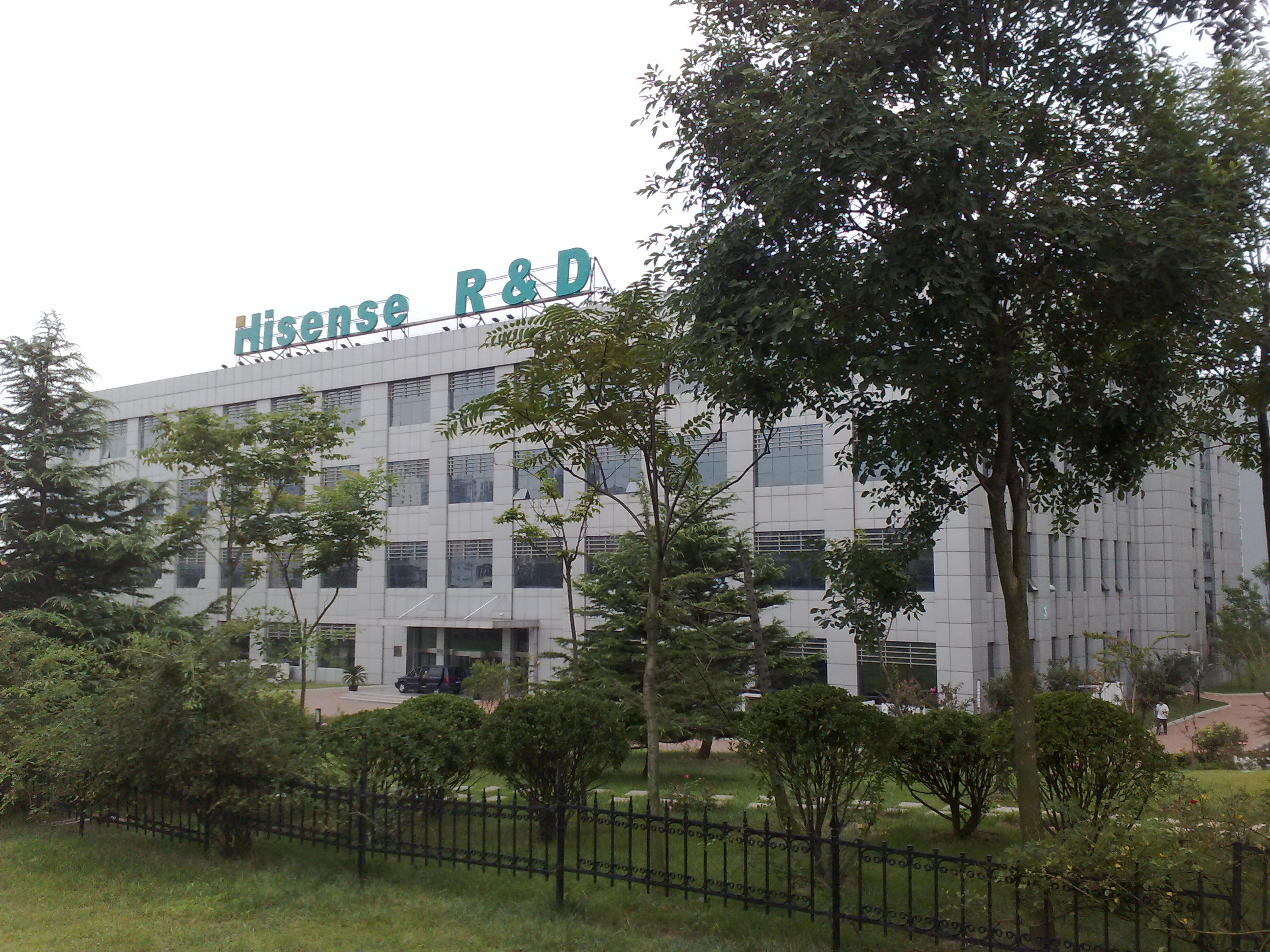
Dipartimento R&D di Tsingtao

Hisense Group Co., Ltd è un'azienda multinazionale con sede a Tsingtao, holding che controlla un gruppo di aziende che operano nei settori industriale, finanziario e immobiliare. Il suo core business è rappresentato dalla produzione di elettronica di consumo e di elettrodomestici, attraverso le controllate Hisense Visual Technology Co Ltd (海信视觉科技有限公司) e Hisense Home Appliances Group Co. Ltd (海信家电集团有限公司). Il Gruppo possiede i marchi Hisense, Kelon, Ronshen, Toshiba e Gorenje.
Nell'ambito dell'elettronica di consumo, Hisense produce e commercializza televisori, monitor laser, subwoofer per televisori e smartphone. Per quanto concerne gli elettrodomestici, la gamma produttiva Hisense comprende frigoriferi, congelatori, piani cottura, forni elettrici, lavastoviglie, forni a microonde e cantine per vini.
Nel 2020, Hisense realizzava un fatturato di 140,9 miliardi di yuan (21,7 miliardi di dollari statunitensi, 18,3 miliardi di euro) ed utile netto di 9,8 miliardi (1,5 miliardi di dollari statunitensi, 1,3 miliardi di euro). Presente in 130 paesi, il Gruppo cinese impiega oltre 80.000 dipendenti, e conta 54 filiali, 14 stabilimenti di produzione (di cui 7 in Cina) e 12 centri di ricerca e sviluppo dei prodotti. Dal 2018 l'azienda è leader di mercato in Cina nelle vendite dei televisori con una quota del 21,4%.

## Sponsorizzazioni
Nel luglio 2008 Hisense ha siglato un accordo con l'Olympic Park Stadium di Melbourne in base al quale per sei anni lo stadio si chiamerà: Hisense Arena. È il primo stadio al mondo ad aver preso il nome da una compagnia cinese. Nel 2018 l'arena è stata ribattezzata Melbourne Arena e dal 2020 è intitolata John Cain Arena in memoria del politico australiano John Cain Jr.
Nell'ottobre 2013, Hisense insieme a Sharaf DG electronic ha annunciato che offriva gratuitamente il modello BMW 316i 2014 per l'acquisto di una Smart TV Hisense da 84 pollici ad altissima definizione (4K) da Sharaf DG electronics per 129.999 AED (35.395 dollari statunitensi) al fine di promuovere il GITEX (Gulf Information Technology Exhibition) a Dubai.

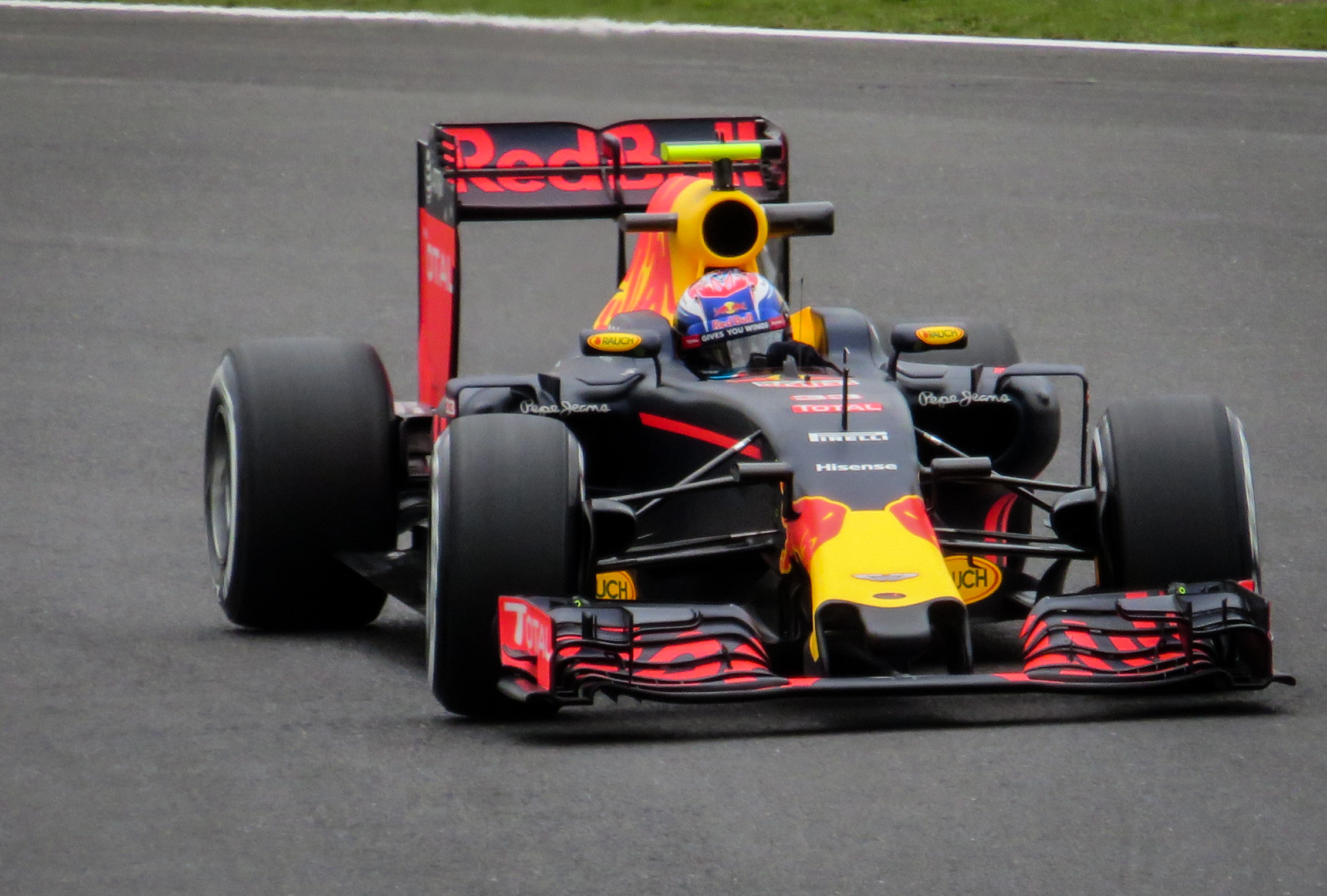
Red Bull RB12 di Max Verstappen.

Dal 2014 è partner della scuderia di Formula 1 Red Bull Racing e sponsor del Torino Football Club.
Nel 2014 ha siglato una partnership triennale con il club di calcio Schalke 04.
Dal gennaio 2016 ha annunciato la prima partnership fino a dicembre 2017 con l'UEFA per la sponsorizzazione di tutte le competizioni per nazionali organizzate dall'UEFA.
In Cina, Hisense ha avviato una relazione con l'Università Beihang per istituire un programma post laurea in ingegneria approvato dal Ministero dell'Istruzione e una collaborazione con l'Università di Pechino per istituire un programma di istruzione a distanza.
Hisense è stato lo sponsor principale del Campionato europeo di calcio 2016.
Hisense è diventato sponsor ufficiale del Campionato mondiale di calcio 2018. In qualità di sponsor ufficiale della Coppa del mondo FIFA, Hisense è impegnata in varie attività di marketing e pubblicità globale sia per la FIFA Confederations Cup 2017 che per il mondiale di calcio, entrambi gli eventi si sono svolti in Russia.
Il 27 luglio 2017, Hisense e Aston Villa Football Club hanno annunciato congiuntamente un partenariato strategico.
Hisense ha annunciato il suo accordo di partnership globale con la UEFA per le competizioni di calcio per squadre nazionali maschili in vista della Campionato europeo di calcio 2020.
Nel 2019 è stato sponsor ufficiale del Campionato europeo di calcio Under-21 2019 svolti in Italia.
Nel marzo 2020 Hisense ha annunciato di aver stipulato un accordo triennale per essere uno dei principali sponsor della NRL, in un accordo che abbraccia NRL Telstra Premiership, State of Origin e NRL TV. Hisense ha anche ottenuto i diritti di denominazione per il Thursday Night Football come parte dell'accordo.
Dal 2022 è il televisore ufficiale del Campionato mondiale di calcio 2022 e il partner ufficiale dell'Inter.

## Galleria d'immagini

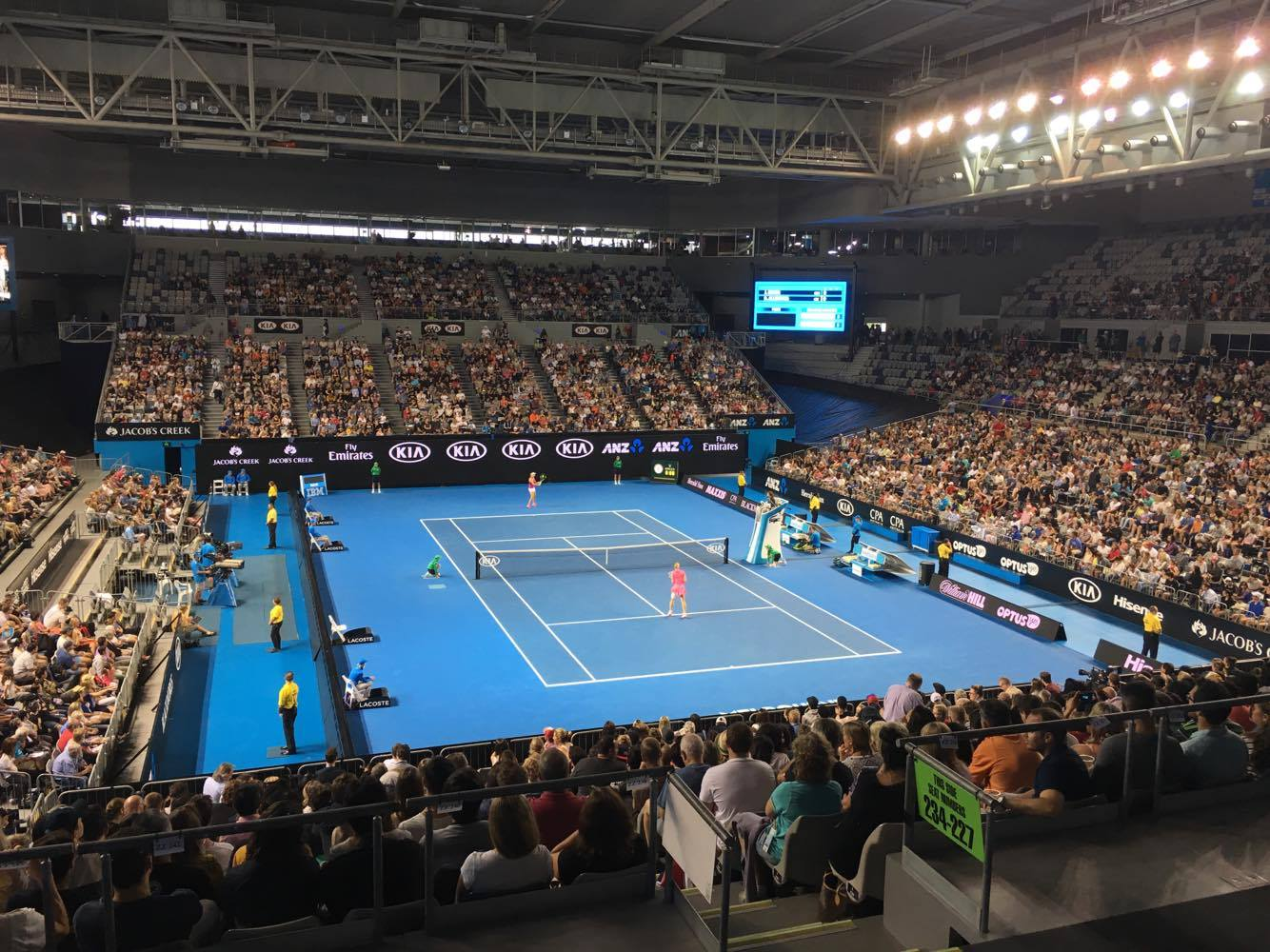
Hisense Arena
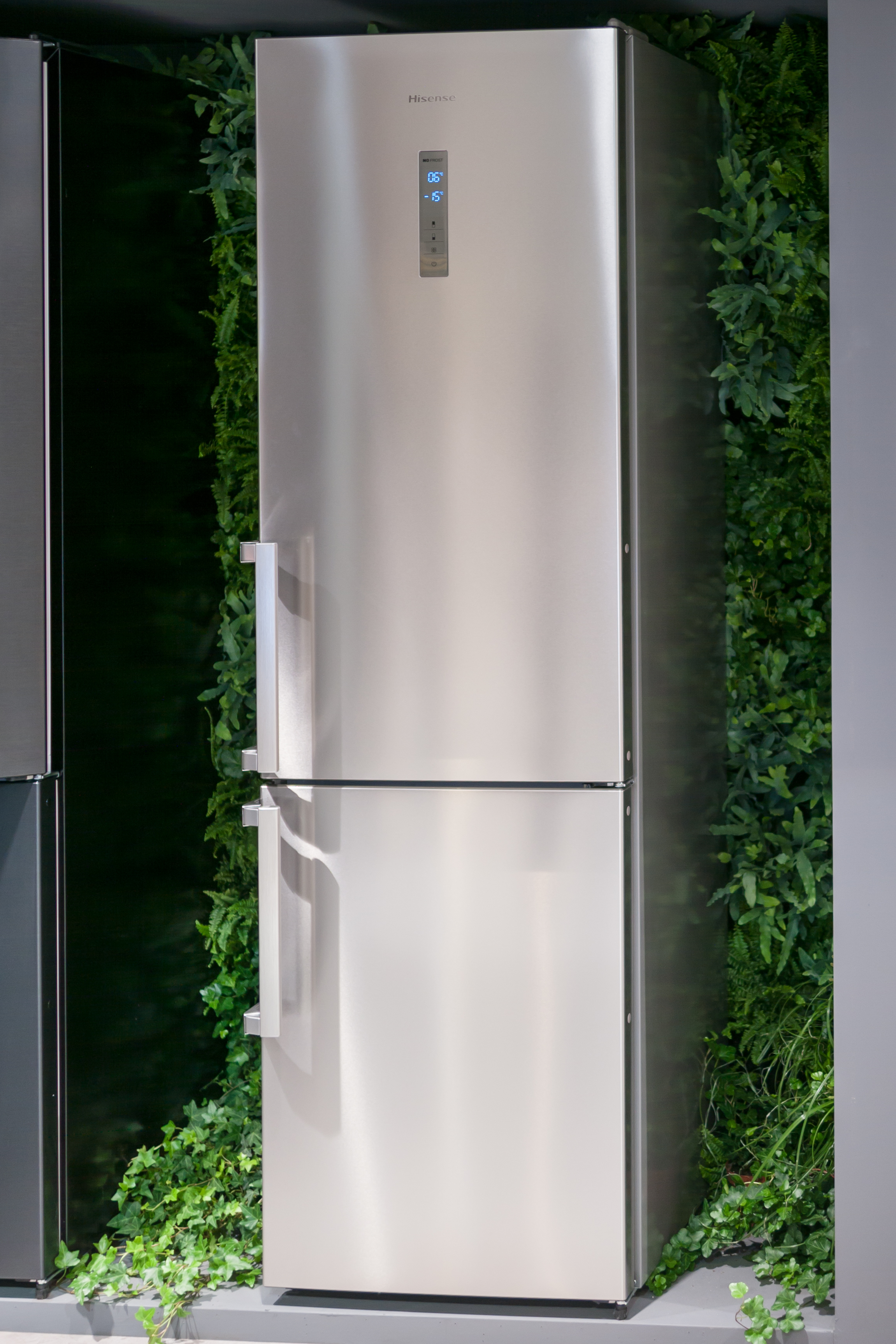
Frigorifero
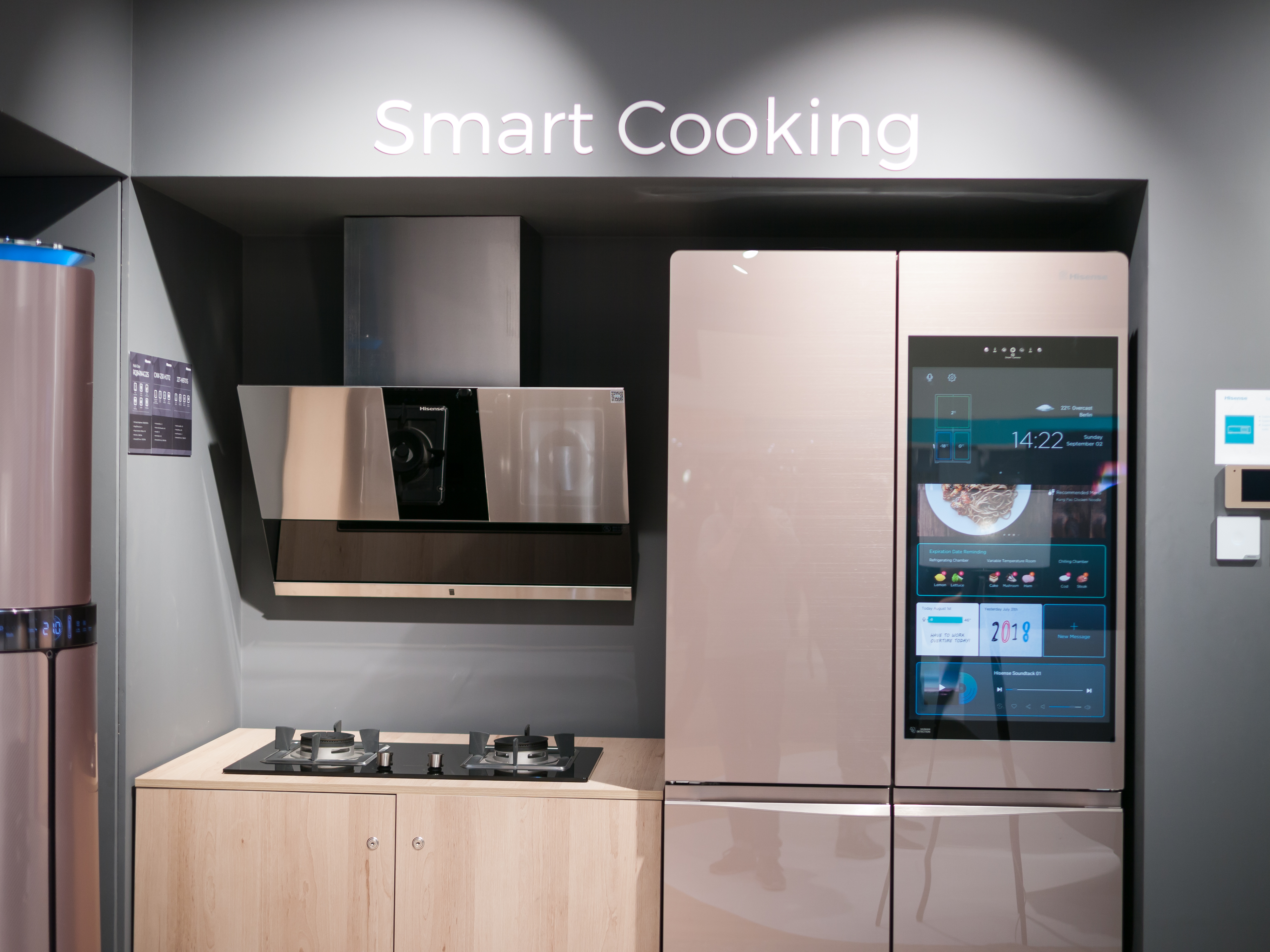
Hisense cucina intelligente
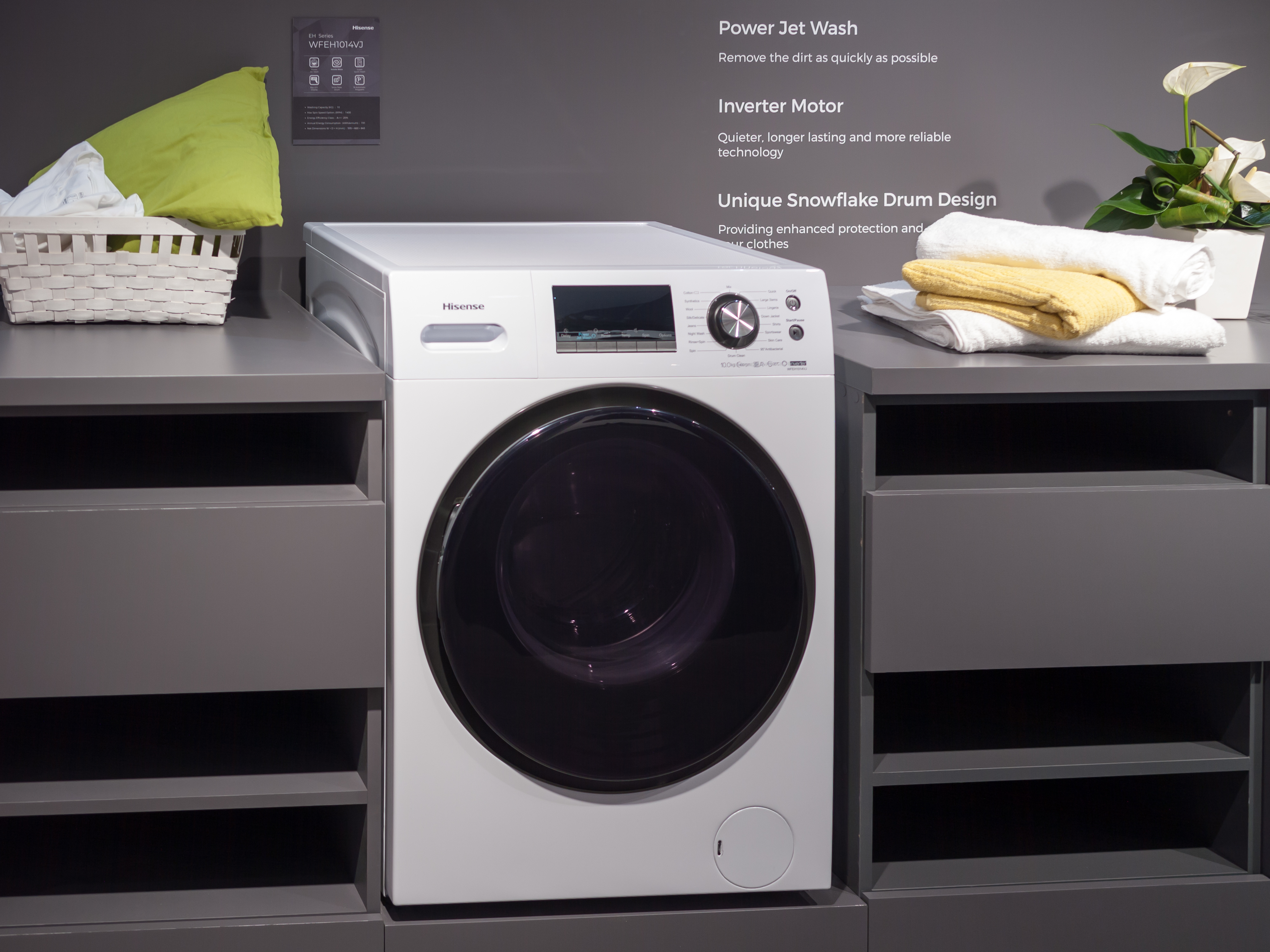
Lavatrice
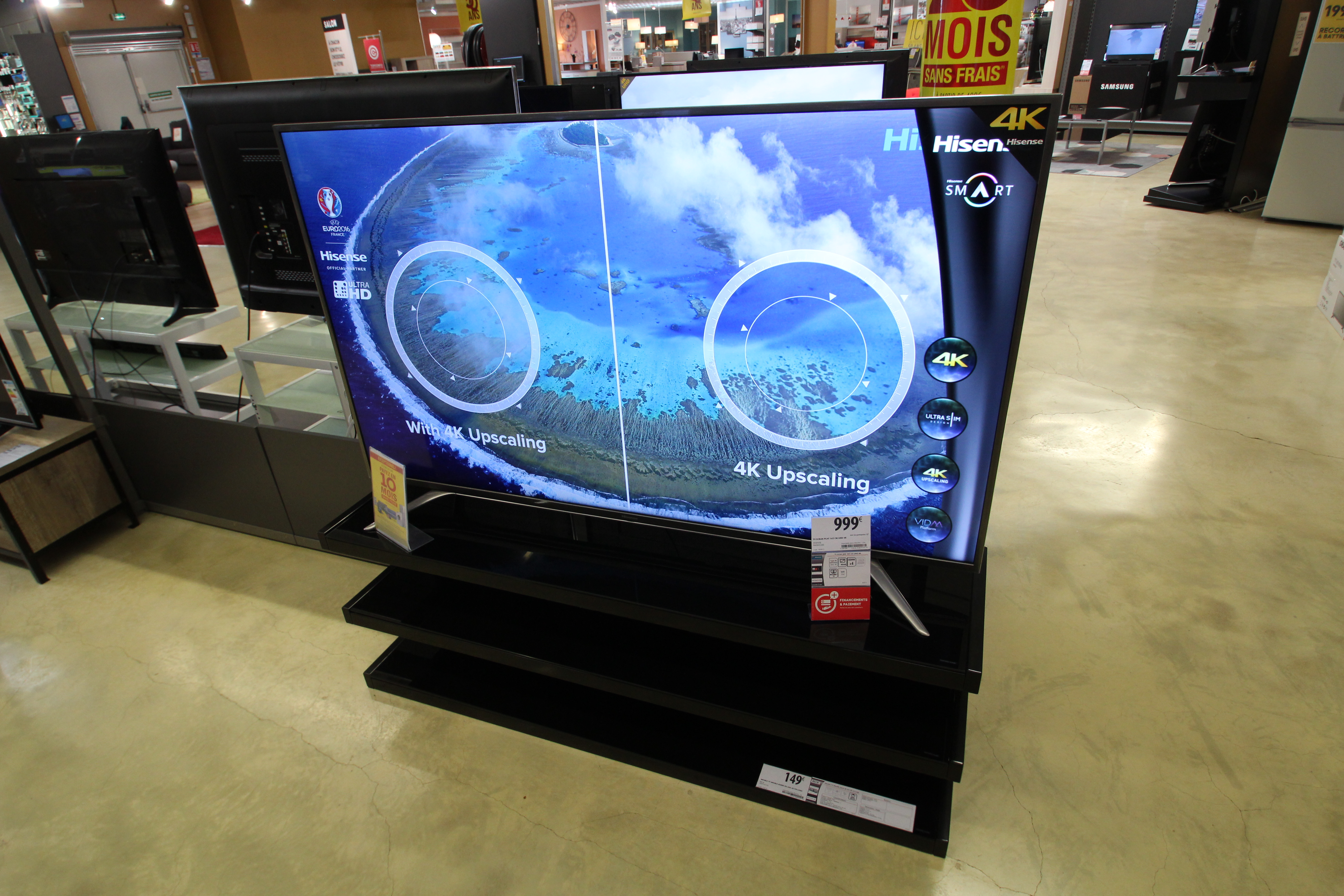
Smart TV 4K
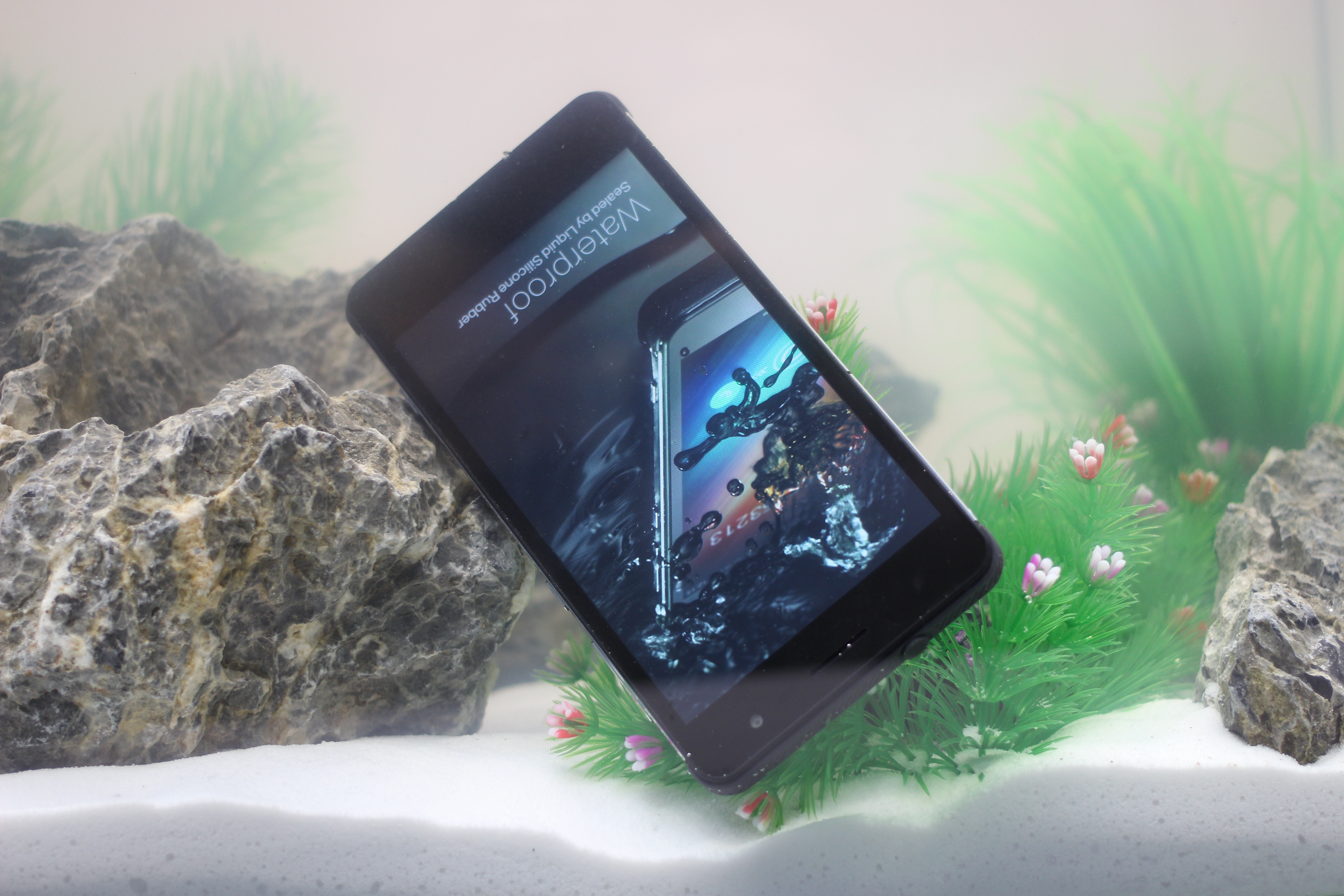
Smartphone